# Жагрићи
Жагрићи (итал. Sagri) су насељено место у Републици Хрватској у Истарској жупанији. Административно су у саставу општине Жмињ.

## Географија
Жагрићи се налазе 5,4 км југоисточно од средишта општине Жмињ.

## Историја
До територијалне реорганизације у Хрватској Жагрићи су били у саставу старе општине Ровињ.

## Становништво
Према задњем попису становништва у Хрватској 2011. године у насељу Жагрићи живело је 38 становника.
| Број становника по пописима | Број становника по пописима | Број становника по пописима | Број становника по пописима | Број становника по пописима | Број становника по пописима | Број становника по пописима | Број становника по пописима | Број становника по пописима | Број становника по пописима | Број становника по пописима | Број становника по пописима | Број становника по пописима | Број становника по пописима | Број становника по пописима | Број становника по пописима |
| --------------------------- | --------------------------- | --------------------------- | --------------------------- | --------------------------- | --------------------------- | --------------------------- | --------------------------- | --------------------------- | --------------------------- | --------------------------- | --------------------------- | --------------------------- | --------------------------- | --------------------------- | --------------------------- |
| 1857                        | 1869                        | 1880                        | 1890                        | 1900                        | 1910                        | 1921                        | 1931                        | 1948                        | 1953                        | 1961                        | 1971                        | 1981                        | 1991                        | 2001                        | 2011                        |
| 0                           | 0                           | 82                          | 70                          | 87                          | 108                         | 0                           | 0                           | 92                          | 87                          | 77                          | 67                          | 56                          | 47                          | 41                          | 38                          |

Напомена: У 1857., 1869., 1921. у 1931. подаци су садржани у насељу Жмињ. Од 1880. до 1910. и у 1948. исказано као део насеља.